# Орловский сельсовет (Кировский район)
Орло́вский сельсове́т — упразднённое сельское поселение в составе Кировского района Ставропольского края Российской Федерации.
Административный центр — село Орловка.

## География
Находилось в центральной части Кировского района. Расстояние от административного центра муниципального образования до районного центра — 14 км.

## История
Орловский сельсовет был образован в августе 1979 года.
С 1 мая 2017 года, на основании Закона Ставропольского края от 5 декабря 2016 года № 116-кз, все муниципальные образования Кировского муниципального района (городское поселение город Новопавловск, сельские поселения Горнозаводской сельсовет, Зольский сельсовет, Комсомольский сельсовет, станица Марьинская, Новосредненский сельсовет, Орловский сельсовет, Советский сельсовет, Старопавловский сельсовет, посёлок Фазанный) были преобразованы, путём их объединения, в Кировский городской округ.

## Население
| 1989  | 2002  | 2010  | 2011  | 2012  | 2013  | 2014  | 2015  | 2016  |
| ----- | ----- | ----- | ----- | ----- | ----- | ----- | ----- | ----- |
| 2031  | ↗2374 | ↘2259 | ↘2250 | ↘2227 | ↘2221 | ↘2195 | ↘2185 | ↘2165 |
| 2017  |       |       |       |       |       |       |       |       |
| ↘2122 |       |       |       |       |       |       |       |       |

### Национальный состав
По итогам переписи населения 2010 года на территории поселения проживали следующие национальности (национальности менее 1 %, см. в сноске к строке «Другие»):
| Национальность | Численность | Процент |
| -------------- | ----------- | ------- |
| Русские        | 2154        | 95,35   |
| Украинцы       | 39          | 1,73    |
| Другие         | 66          | 2,92    |
| Итого          | 2259        | 100,00  |

## Состав сельского поселения
До упразднения Орловского сельсовета в состав его территории входили 2 населённых пункта:
| № | Населённый пункт | Тип населённого пункта       | Население |
| - | ---------------- | ---------------------------- | --------- |
| 1 | Орловка          | село, административный центр | ↗2005     |
| 2 | Пегушин          | хутор                        | ↗300      |

## Местное самоуправление
- Совет депутатов сельского поселения Орловский сельсовет (состоял из 10 депутатов, избираемых на муниципальных выборах по одномандатным избирательным округам сроком на 5 лет)[21]
- Администрация сельского поселения Орловский сельсовет[21]

Председатели совета депутатов
- с 8 октября 2006 года — Селеменев Алексей Иванович
- с 13 марта 2011 года — Чулков Александр Викторови

Главы администрации
- с 8 октября 2006 года — Селеменев Алексей Иванович, глава сельского поселения[22]
- с 13 марта 2011 года — Чулков Александр Викторович, глава сельского поселения[23]
- с 8 сентября 2016 года по 2017 год — Дядюк Александр Леонидович, глава сельского поселения[6].

## Инфраструктура
- Дом культуры

## Образование
- Детский сад № 13 «Искорка»
- Детский сад № 23 «Огонёк»
- Средняя общеобразовательная школа № 10